# Mateba Autorevolver
Il Mateba Modello 6 Unica è una rivoltella semiautomatica italiana.

## Caratteristiche
Noto come autorevolver, esso combina le caratteristiche principali di due tipologie di pistole: la rivoltella e la pistola semiautomatica. Per alcuni aspetti simile al revolver semiautomatico Webley-Fosbery, l'autorevolver porta alcune modifiche rispetto a questa arma "vecchio stile". La Mateba 6 Unica fu progettata dall'italiano Emilio Ghisoni alla fine degli anni ottanta e venne prodotta dalla compagnia italiana Macchine Termo Balistiche (Mateba).
La Mateba Autorevolver utilizza una struttura composta di due parti; la parte più alta si può muovere a causa del rinculo su una rotaia montata sulla struttura sottostante. La parte superiore è costituita dal tamburo e dalla canna, quella inferiore dall'impugnatura, dal grilletto e dal sistema di armamento e sparo. Il tamburo da sei colpi si apre sulla sinistra per ricaricare ma, a differenza di molti altri revolver, il braccio di estrazione del tamburo è posto in alto e questo aprendosi si apre sulla sinistra verso l'alto e non sulla sinistra verso il basso. Inoltre la canna è allineata alla camera più bassa del tamburo. Questa caratteristica ha un ruolo molto importante per quanto concerne l'efficienza dell'arma. Abbassando la canna si minimizza il momento applicato dal rinculo sul braccio del tiratore, minimizzando l'alzata della canna e migliorando la precisione. La canna può essere estratta molto facilmente con l'apposita chiave dall'intelaiatura e se ne possono installare altre di diverse misure.
Durante lo sparo la struttura superiore, sotto l'effetto del rinculo, scivola indietro di 12,7 mm e viene riportata in posizione dalla molla di recupero, questo movimento permette di armare il cane e fare girare il tamburo. Il primo colpo può essere sparato sia in azione singola che in azione doppia, i colpi successivi saranno sparati solo in singola azione. Rispetto al suo vecchio predecessore (il revolver automatico e semiautomatico Webley-Fosbery) il modello 6 Unica non ha la possibilità di sparare a ripetizione ma ha il vantaggio di un minore rinculo percepito. Quest'ultima caratteristica insieme al complesso meccanismo, causa un peso leggermente maggiore rispetto ai revolver tradizionali, a parità di calibro e lunghezza della canna. Rispetto ad altri revolver risulta più difficile assumere un'adatta presa: una presa debole causa l'inceppamento del meccanismo di riarmo causato anche da cartucce speciali o difettose.

## Varianti
Di seguito un breve elenco di diversi modelli della Mateba 6 Unica:
Difesa - canna da 101 mm, cartucce .357 Magnum

Home Protection - canna da 127 mm, cartucce .44 Remington Magnum

Dynamica Sportiva - canna da 127 mm o 152 mm, cartucce .357 Magnum

Hunter - canna da 213 mm, cartucce .44 S&W Special o .44 Remington Magnum.
Negli ultimi anni di produzione fu realizzata nelle sue varianti anche in .454 Casull.
Inoltre, la canna può essere cambiata con canne da 76 mm, 101 mm, 127 mm, 152 mm, 178 mm e 203 mm.

### Mateba Grifone
Era anche in produzione il Mateba Grifone, con canna da 457 mm, con impugnatura e calcio adattabile al telaio dell'Autorevolver. Disponibile in calibro .357 Magnum, .44 Magnum, .454 Casull e .45 Colt.

## Capacità di munizioni diverse
Spesso revolver in .357 Magnum possono incamerare munizioni .38 Special, ma in questo caso non hanno potenza sufficiente ad azionare il ciclo di fuoco. La molla di recupero però può essere cambiata con altre capaci di usare colpi più deboli.

## Curiosità
Nel sesto episodio dell'anime giapponese Abenobashi - Il quartiere commerciale di magia il protagonista Sashi Imamiya utilizza un revolver Mateba identificandolo come Revolver R 2006M serie Mateba, descrivendo le caratteristiche peculiari dell'arma con una discreta precisione.
Nel manga Ghost in the Shell di Masamune Shirow e nei vari anime da esso tratti, uno dei protagonisti (Togusa) utilizza una pistola chiamata Mateba M2007, arma inventata ma simile nel design e nelle caratteristiche alla 2006M. Di quest'arma è stata prodotta una replica softair dalla ditta giapponese Marushin, chiamata Togusa Mateba M-M2007.
Nell'anime Trigun, il protagonista utilizza una pistola in tutto e per tutto identica alla struttura di una Mateba.
Nel film Gamer il protagonista (Kable) nella scena in cui libera la propria moglie, impugna una Mateba Sei Unica, parzialmente camuffata da una struttura metallica posta sotto la canna.
È presente nel gioco Battlefield 4.
Il personaggio della serie a fumetti Morgan Lost, edito dalla Sergio Bonelli Editore, la usa nella sua attività di cacciatore di taglie.